# Prudentópolis (kommun)
Prudentópolis är en kommun i Brasilien.   Den ligger i delstaten Paraná, i den södra delen av landet, 1 100 km söder om huvudstaden Brasília. Antalet invånare är 48 793.
Följande samhällen finns i Prudentópolis:
- Prudentópolis

I omgivningarna runt Prudentópolis växer huvudsakligen savannskog. Runt Prudentópolis är det ganska glesbefolkat, med 27 invånare per kvadratkilometer.